# 1905 en mathématiques
| Années des mathématiques : 1902 - 1903 - 1904 - 1905 - 1906 - 1907 - 1908    |
| Décennies des mathématiques : 1870 - 1880 - 1890 - 1900 - 1910 - 1920 - 1930 |

Cet article présente les faits marquants de l'année 1905 en mathématiques.

## Évènements
- 1er mars : le mathématicien allemand Emanuel Lasker publie un article important sur la décomposition primaire intitulé Zur Theorie der moduln und Ideale[1].
- 22 avril : le mathématicien britannique Joseph Wedderburn présente à la section de Chicago de l’American Mathematical Society un article intitulé A theorem on finite algebras, démontrant par trois méthodes différentes la commutativité d'un corps fini. Ce théorème ferme la dernière conjecture sur la théorie des corps finis[2].

- 15 juin : le biostatisticien britannique Karl Pearson intoduit la notion de marche aléatoire dans un article publié dans Nature intitulé The possibility of reducing mosquitoes pour rendre compte des déplacements d'une population de moustiques dans une forêt[3],[4].

- 29 juin : le mathématicien allemand Erhard Schmidt soutient sa thèse de doctorat sur les équations intégrales à l'université de Göttingen. Il participe à la fondation d'une nouvelle branche des mathématiques, l'analyse fonctionnelle[5].
- Décembre : le mathématicien irlandais James Cullen publie sa découverte des « nombre de Cullen » dans la théorie des nombres[6].

- Le mathématicien italien Vito Volterra ouvre la voie à la mécanique de la rupture avec les premières études sur les dislocations (distorsioni) dans les solides élastiques[7].

## Naissances
- Emanuel Sperner1er janvier : Stanisław Mazur (mort en 1981), mathématicien polonais.

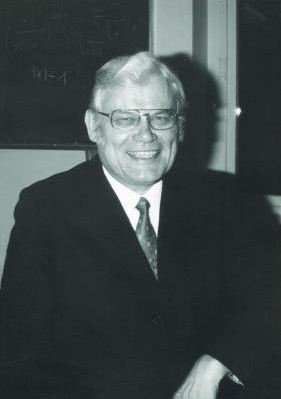
Emanuel Sperner

- 2 janvier : Lev Schnirelmann (mort en 1938), mathématicien soviétique.
- 10 janvier : Ruth Moufang (morte en 1977), mathématicienne allemande.
- 17 janvier : Dattatreya Ramachandra Kaprekar (mort en 1986), mathématicien indien.
- 3 février : Arne Beurling (mort en 1986), mathématicien suédois.
- 6 février : Alice Roth (morte en 1977), mathématicienne suisse.
- 7 février : René de Possel (mort en 1974), mathématicien français, un des fondateurs du groupe Bourbaki en 1934.
- 17 février : Rózsa Péter (mort en 1977), mathématicienne hongroise.
- 23 février : Derrick Lehmer (mort en 1991), mathématicien américain.
- 5 mars : André Combes (mort en 1987), mathématicien français.
- 7 mars : John Macnaghten Whittaker (mort en 1984), mathématicien britannique.
- 19 avril : Charles Ehresmann (mort en 1979), mathématicien alsacien.
- 30 avril : Sergueï Nikolski (mort en 2012), mathématicien russe.
- 3 mai : Werner Fenchel (mort en 1988), mathématicien danois d'origine allemande.
- 8 mai : Karol Borsuk (mort en 1982), mathématicien polonais.
- 1er juillet : Camille Lebossé (mort en 1995), mathématicien français.
- 7 juillet : Marie-Louise Dubreil-Jacotin (morte en 1972), mathématicienne française.
- 10 septembre : Hiroshi Okamura (mort en 1948), mathématicien japonais.
- 17 septembre : Hans Freudenthal (mort en 1990), mathématicien néerlandais d'origine Allemande.
- 7 octobre : Wilhelm Ljunggren (mort en 1973), mathématicien norvégien.
- 23 octobre : Giuseppe Bartolozzi (mort en 1982), mathématicien italien.
- 27 octobre : Henry Mann (mort en 2000), mathématicien et statisticien américain.
- 28 octobre : Tatiana Pavlovna Ehrenfest (morte en 1984), mathématicienne néerlandaise.
- 9 novembre : Abraham Adrian Albert (mort en 1972), mathématicien américain.
- 28 novembre : Albert W. Tucker (mort en 1995), mathématicien américain d'origine canadienne.
- 5 décembre : Ruy Luís Gomes (mort en 1984), mathématicien portugais.
- 9 décembre :
  - Angie Turner King (morte en 2004), chimiste, mathématicienne et enseignante américaine.
  - Emanuel Sperner (mort en 1980), mathématicien allemand.
- 25 décembre : Gottfried Köthe (mort en 1989), mathématicien autrichien.

## Décès
- 25 janvier : Guido Hauck (né en 1845), mathématicien allemand.
- 3 avril : Théophile Pépin (né en 1826), mathématicien français.
- 22 novembre : Victor Schlegel (né en 1843), mathématicien allemand.
- 23 novembre : Otto Stolz (né en 1842), mathématicien autrichien.